# PC 99
La norma PC 99 la componen un conjunt d'especificacions per als PC desenvolupades per Intel i Microsoft el 1998. El seu objectiu va ser fomentar l'estandardització del maquinari de PC per tal d'ajudar a la compatibilitat de Windows. Va definir les especificacions mínimes de maquinari per als diferents tipus de PC (ex. oficina, entreteniment) que, en aquell temps eren, per a un PC d'entreteniment: CPU de 300 MHz amb RAM de 64 MiB. La norma va descoratjar fortament l'ús de maquinari no plug-and-play (en particular els "slots" ISA) i va recomanar l'ús de l'USB.

## Codis de color
L'impacte més durador de la norma PC 99 va ser el que va definir el codi de color per a diversos tipus estàndards d'endolls i connectors usats en els PC. A causa que molts dels connectors eren molt similars i es podien confondre, particularment per part d'un usuari de PC principiant, això va fer molt més fàcil connectar els perifèrics amb els ports correctes d'un PC. Aquest codi de colors va ser adoptat gradualment per gairebé tots els fabricants de PC, targetes mare i perifèrics.
| Color                   | Color | Funció                  | Connector      |                |
| Teclat i mouse          | Teclat i mouse                                                                                                 | Teclat i mouse          | Teclat i mouse | Teclat i mouse |
| ----------------------- | --- | ----------------------- | -------------- | -------------- |
| Verd                    | mouse PS/2 / dispositiu apuntador                                                                              | mini-DIN de 6 pins      |                |                |
| Porpra                  | teclat PS/2 | mini-DIN de 6 pins      |                |                |
| Ports d'Entrada/Sortida | |                         |                |                |
| Negre                   | Port USB | USB tipus A             |                |                |
| Gris                    | Firewire / IEEE 1394                                                                                           | FireWire 400 de 6 pins  |                |                |
| Magenta                 | Port paral·lel                                                                                                 | D de 25 pins            |                |                |
| Verd blavós o turquesa  | Port sèrie | D de 9 pins             |                |                |
| Targeta de video        | |                         |                |                |
| Blau                    | VGA analògic                                                                                                   | 15-pin VGA              |                |                |
| Blanc                   | Monitor digital                                                                                                | DVI                     |                |                |
| Groc                    | S-Video | mini-DIN de 4 pins      |                |                |
| Groc                    | Video compost                                                                                                  | jack RCA                |                |                |
| Targeta de so           | |                         |                |                |
| Rosat                   | Entrada d'àudio de micròfon                                                                                    | jack de 3,5 mm          |                |                |
| Blau clar               | Entrada d'àudio de nivell de línia.                                                                            | jack de 3,5 mm          |                |                |
| Verd lima               | Sortida d'àudio analògica de nivell de línia per al senyal estèreo principal (altaveus frontals o auriculars). | jack de 3,5 mm          |                |                |
| Marró                   | Sortida d'àudio analògica de nivell de línia per als altaveus de dreta-a-esquerra'(altaveus posteriors).       | jack de 3,5 mm          |                |                |
| Taronja                 | Sortida digital d'àudio S/PDIF                                                                                 | jack de 3,5 mm          |                |                |
| Or                      | Altaveu central i subwoofer                                                                                    | Connector TRS de 3,5 mm |                |                |
| Or                      | Port de jocs / MIDI                                                                                            | sub-D de 15 pins        |                |                |